# Samuel Kamanzi
Pour les articles homonymes, voir Kamanzi.
Samuel Kamanzi est un chanteur et guitariste rwandais et congolais.

## Biographie

### Carrière
Arrivé en France en 2012, l'artiste enchaîne les rencontres et collaborations. Il se produit régulièrement avec l'auteur et interprète Gaël Faye,.
Dans le cadre du festival Paris En Toutes Lettres 2016, avec Gaël Faye, a lieu une lecture musicale de l'œuvre Petit Pays lors de leur passage à la Maison de la poésie,,.
Il participe également au podcast Conversations chez Lapérouse (Radio Classique) aux côtés de Gaël Faye et Frédéric Beigbeder, réalisé à l'occasion du prix Renaudot 2024